# 頭目 (泰雅族)
頭目（泰雅語：pasapung；賽考利克方言：maraho；澤敖利方言：nbkis）是泰雅族各政治單位領袖的統稱。
對於泰雅族部落存在領袖制度，時稱頭目制。頭目對內掌管政治社會的運作、排解族人紛爭，對外則代表部落，繼任者以世襲或選舉方式產生。

## 歷史
歷史上，台灣各族群並非每個族群均有領袖制度，有些即使後來有了頭目制，各部落產生方式也不同。
泰雅族和布農、賽夏、太魯間、賽德克族一樣沒有頭目制，傳統上是由族內能人當意見領袖；排灣、魯凱族的則是實行君主世襲制，阿美族頭目則由部落長老、甚至族人一起選舉產生。
泰雅族傳統上原先並沒有有頭目制度。荷治時期，東印度公司設置甲必丹制度實行的番社自治。清治時期，在劉銘傳時代改稱為「頭目」，沿用至今。日治時期，各族群的頭目由總督府設立，有法定的津貼。在戰後時期，按不成文規定由里長兼任頭目，唯里長為漢人時，初期由里長另尋有聲望的領袖接任頭目，後期則改由眾人推選，設有任期，但可連任。

## 名稱
泰雅社會本來沒有「頭目」這種顯示社會階級的名稱。賽考利克泰雅語稱為maraho，意為領袖、領導者。澤敖利泰雅語稱nbkis，意為家族的族老。而pasapung也是常用的辭彙，意為仲裁者、決策者。日本政府在五年理蕃結束之後，就把傳統部落的nbkis、maraho、pasapung用「頭目」稱謂來代換之。
泰雅族Mrhuw也可以定義為「頭目」。Mrhuw是一個「令人尊敬的人」或「智者」，通常在一個群體之中自然形成。當泰雅族人在一起聊天的時候，會盡量表現出自己的智慧，希望博得眾人的尊敬。能夠被稱為Mrhuw，須具備個性冷靜，說話穩重，精通深奧的語言等特質，並非只限於老年人。泰雅族每一個部落一個Mrhuw，主要勤務是對內處理部落的公共事物及族人間的糾紛，對外則代表部落與鄰近部落間的聯繫。

## 制度
當部落組織與祭團或獵團組織一致時，祭團族長或獵團之首往往成為部落的Malxo，若部落中有若干祭團，則擁有最強大祭團的族長為Malxo。獵團與祭團一致，其成員共有同一個獵區時，有軍事及訓練的功能，Malxo為出草時的指揮官，平時權力與頭目相同。清代起Malxo受政府官方委派，其繼承採世襲或選賢更迭，世襲採長子繼承與兄終弟及制。
泰雅族的政治組織以部落（alang / qalang）為單位，各部落通常由同一個血緣或多個血緣團體以及互為姻親關係等所建構。成為一個部落團體，每一個血緣團體有一個頭目，從中推選出一「總頭目」，擔任部落的領袖，平常是以創社的家族或部落中勢力強大的血族團體族長擔任。頭目下有各家族頭目（nbkis / maraho）、長老所組織的部落大會，協助決策整個部落的事務。頭目則受制於長老會議，凡有祭祀、出草、出獵、部落審判等公務，必須在部落會議商定後始付執行，而獵團領袖遇大事仍需受長老會議決議後，始得進行。日治時期集團移住之後，外來移入團體仍保有其原有頭目實權與位階。
泰雅族頭目的延續採世襲或選舉兩種方式。世襲制特點是頭目的傳遞出之於創社家族本系來繼承，一般以父死子繼為基本原則，由長子或同一家系之子繼承，次以兄終弟及；選舉制常見於若干家系建一部落，或創社頭目三代以後，則從部落中選出武勇出眾，智謀卓越者擔任頭目，通常得由部落中勢力強大的血族團體之族長選任。頭目的任期常視其才能、身體健康狀況而有長短，或為終身職、或為非終身職。如果部落「總頭目」能力不足以服人，其它家族就會脫離自成一個團體，或重新擁戴一個新頭目來作為領袖。頭目任職的年齡，原則上是已婚且二十歲以上的成年男子可繼承，但必須具備頭目應有的條件。

## 另見
- 甲必丹
- 土司
- 酋长

### 引用
1. ↑  . 教育百科.   [2022-01-26]. （原始内容存档于2022-01-26） （中文（臺灣））.
2. ↑  . 臺灣原住民族資訊資源網. 原住民族委員會.   [2022-01-26]. （原始内容存档于2021-01-20） （中文（臺灣））.
3. ↑  陳威任.  第11版. 2008-12-24.
4. 1 2  謝鳳秋. . 自由時報電子報. 2012-09-18  [2023-04-07]. （原始内容存档于2023-04-09）.
5. ↑  廖守臣. . 慈濟醫學暨人文社會學院 (花蓮). 1998.
6. 1 2  . 泰安鄉志編撰委員會. 2008.

### 書籍
- . 臺灣原住民族事典.   [2023-04-06]. （原始内容存档于2023-04-06）.
- 胡瀚平.  (PDF). 內政部營建署雪霸國家公園管理處 (臺灣國家公園數位典藏). 2009-12-30  [2023-04-07]. （原始内容存档 (PDF)于2023-04-07）.
- 田哲益; Watan Diro; 余秀娥. . 晨星出版有限公司. 2022-02-28  [2023-04-07]. ISBN 9786263201033. （原始内容存档于2023-04-07）.